# Arnulf II. (Bayern)

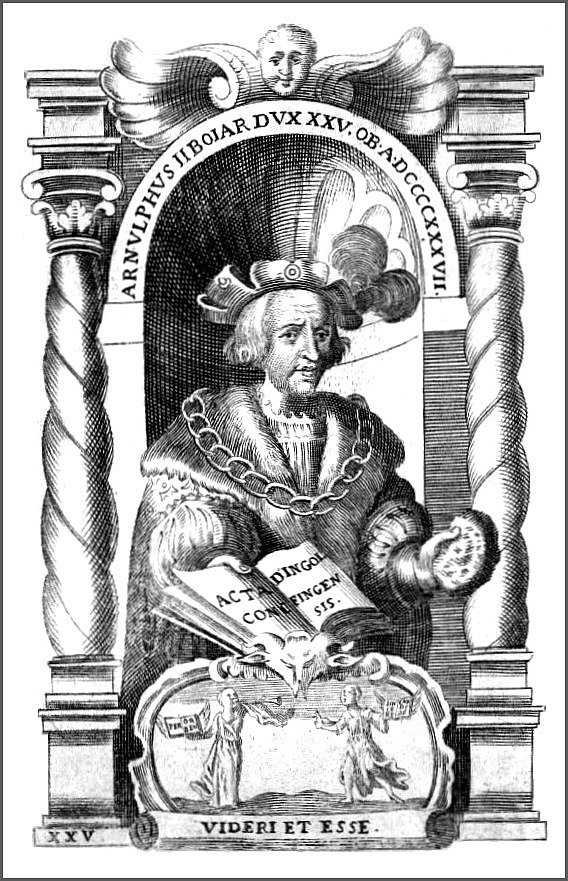
Arnulf II.

Arnulf II. (* um 913; † 22. Juli 954 bei Regensburg) war seit 938 Pfalzgraf von Bayern. Er stammte aus dem Geschlecht der Luitpoldinger.

## Abstammung
Arnulf war der zweite Sohn des Herzogs Arnulf I. von Bayern und dessen Frau Judith von Friaul, einer Tochter des Grafen Eberhard im Sülichgau (aus dem Geschlecht der Unruochinger) und der Gisela von Verona.

## Luitpoldinger Rebellion, Unterwerfung und Ernennung zum Pfalzgrafen
Im Konflikt seines Bruders Eberhard mit Otto dem Großen, der die ihrem Vater zugestandene bayerische Sonderstellung im Reichsverband beschneiden wollte, stand Arnulf 937–938 auf der Seite Eberhards. Otto bezwang die aufsässigen Brüder in zwei Feldzügen, verbannte Eberhard, und ernannte den Onkel der beiden, Arnulfs I. Bruder Berthold, zum Herzog.  Berthold hatte vorher auf die Ausübung wichtiger konigsgleicher Privilegien wie das Recht der Bischofsernennung und die Verwaltung des Reichsgutes in Bayern verzichtet. Arnulf gelang die Flucht nach Kärnten, wo seine Familie ausgedehnten Allodbesitz hatten. Nachdem er sich jedoch bald darauf Otto unterworfen hatte, wurde er noch 938 wieder in Gnaden aufgenommen und von Otto mit dem neu geschaffenen Amt des Pfalzgrafen in Bayern und der Verwaltung der Reichsgüter in Bayern betraut.

## Liudolfinischer Aufstand
Der von Otto 948 nach dem Tode Bertholds zum neuen bayerischen Herzog ernannte Liudolfinger Heinrich, der mit Arnulfs Tochter Judith verheiratet war, machte Arnulf 953 zu seinem Statthalter in Bayern, als er mit einem bayerischen Heerbann gegen den aufständischen Königssohn und Herzog Liudolf von Schwaben zog, der Mainz besetzt hielt. In dieser Situation rebellierte Arnulf zusammen mit seinem Sohn Berthold, seinem Bruder Hermann und seinem Vetter Herold, dem Erzbischof von Salzburg, gegen die Verdrängung seiner Familie aus dem Herzogsamt durch König Otto und verbündete sich mit Liudolf. Ob die Initiative dazu von Liudolf oder von Arnulf ausging, ist nicht gesichert. Arnulf machte seine Erbansprüche gegen seine Schwester Judith und seinen Schwager Heinrich geltend, forderte das Herzogtum für sich selbst, schloss sich dem Liudolfingischen Aufstand an, und erkannte Liudolf als König an. Es gelang ihm sehr schnell, den Großteil Bayerns in seine Gewalt zu bringen. Im Dezember 953 eroberte und verwüstete er Augsburg und belagerte danach den königstreuen Augsburger Bischof Ulrich im Kastell Schwabmünchen. Dort wurde er jedoch am 6. Februar 954 von den zu Ulrichs Hilfe kommenden Grafen Dietpold von Dillingen und Adalbert vom Marchtal besiegt, wobei sein Bruder Hermann in Gefangenschaft geriet.

## Tod
Als kurz darauf die Ungarn plündernd in Bayern einfielen, schlossen die Aufständischen einen bis zum 15. Juni 954 befristeten Waffenstillstand mit König Otto. Auf dem Reichstag in Langenzenn bei Fürth am 16. Juni 954 unterwarfen sich viele von ihnen, darunter auch Herzog Konrad der Rote von Lothringen, nicht jedoch Liudolf und Arnulf, die nach Regensburg marschierten.  Dort konnte sie Otto einschließen und belagern. Bei einem versuchten Ausfall fiel Arnulf am 22. Juli 954 im Kampf gegen von Markgraf Gero befehligte königstreue Truppen.
Am 1. Mai 955 wurde der liudolfingische Aufstand mit der Schlacht bei Mühldorf endgültig niedergeworfen.  Erzbischof Herold von Salzburg wurde gefangen, und dann von Herzog Heinrich geblendet und nach Säben verbannt.

## Burg Scheyern
Arnulf soll (nach Karl Bosl) 940 die Burg Scheyern erbaut haben.  Seine (wahrscheinlichen) Nachkommen dort nannten sich später Grafen von Scheyern und wurden die Ahnherren der scheyrischen, später wittelsbachischen Pfalzgrafen von Bayern.

## Familie
Arnulfs Gemahlin ist nicht namentlich bekannt.  Sie stammte wahrscheinlich aus Schwaben, und zu ihrer Mitgift gehörte wohl die Reisensburg bei Günzburg. Zwei Kinder sind bekannt:
- Berthold († 999)
- Tochter N.N. ⚭ Meginhard I., Graf an der Mangfall